# 少年Y
『少年Y』（しょうねんワイ）は、原作：ハジメ、作画：とうじたつやによる日本の漫画作品。『別冊少年チャンピオン』（秋田書店）にて、2012年12月号から2015年7月号まで連載された。

## ストーリー
少年、栗原ユズルは転校生として学校に登校する日、幼い頃の夢を見た。夢の中ではアリを玩弄し、その体のもろさについて神に疑問を呈した昔の自分が写っていた。
その日、人付き合いが悪く自意識過剰な性格のユズルは、登校することが苦痛であった。友達ができず孤独であることは気にならなかったが、「友達ができない人」と思われるのが怖かったのである。そして、緊張を胸にして校舎の前まで辿り着いたとき、教室を見上げると1人の少女に見下ろされていたことに気付く。その後、担任の教師と共に教室へ向かい、先に教師が紹介のために中へ入った。やがて「入って来い」という声とともに教室へ足を踏み入れたユズルの目に飛び込んできたのは、教師とクラスメイト全員が絶命して床に転がっている光景だった。
只事でないことが起きていると頭の中がパニックになるが、そのとき携帯電話に覚えの無い番号からの着信がある。震えつつも電話に出ると相手は自分は神であると称し、これは願い事をかなえた結果であると語りだした。ふと視線を感じ、後ろを振り返ると、そこにはさっき校舎前にて自分を見下ろしていた少女が携帯電話を持って立っていた。

## 主な登場人物
栗原ユズル（くりはらユズル）
本作の主人公。人付き合いが苦手で昔から友達がいない。転校生として登校した日から悪夢が始まった。
ワビコ
自らを神、または神の使いであると称する少女。ユズルの担任とクラスメイトを絶命させた。

## 単行本
- 原作：ハジメ、作画：とうじたつや 『少年Y』 秋田書店〈少年チャンピオン・コミックス〉、全8巻
  1. 2013年6月7日発売 ISBN 978-4-253-22156-6
  2. 2013年9月6日発売 ISBN 978-4-253-22157-3
  3. 2014年1月8日発売 ISBN 978-4-253-22158-0
  4. 2014年5月8日発売 ISBN 978-4-253-22159-7
  5. 2014年9月8日発売 ISBN 978-4-253-22160-3
  6. 2015年1月8日発売 ISBN 978-4-253-22161-0
  7. 2015年5月8日発売 ISBN 978-4-253-22162-7
  8. 2015年8月7日発売 ISBN 978-4-253-22163-4